# Jerónimo de San Félix
Jerónimo Fernández de Castro Delgado o según nombre religioso Jerónimo de San Félix (Baltar, 7 de abril de 1758 - Albarracín, 5 de octubre de 1828) fue un religioso trinitario español, 67° Ministro general de la Orden de la Santísima Trinidad en la rama descalza, y obispo de la diócesis de Albarracín.

## Biografía
Jerónimo Fernández de Castro Delgado era natural de la villa de Baltar en Galicia en el seno de una familia noble. Sus padres fueron Francisco Fernández de Castro y Pascasia Delgado.
Cuando tenía quince años vistió el hábito de los descalzos de la Orden Trinitaria, cambiando su nombre por Jerónimo de San Félix, hizo su noviciado y profesión en el convento de Alfaro, estudió artes en Pamplona y Sagrada Escritura en salamanca. Impartió enseñanzas como profesor del colegio trinitario de Miranda (Portugal).

### Ministro general de la Orden Trinitaria
Luego de desempeñar varios oficios en su provincia, Jerónimo de San Félix fue elegido como Ministro General de la descalcés trinitaria en el capítulo general de 1818. Durante su generalato, trabajó infatigablemente para conseguir la beatificación del reformador de la Orden, Juan Bautista de la Concepción. Sufrió la supresión de los conventos en Francia y España, decretado por los gobiernos revolucionarios de entonces.

### Obispo de Albarracín
Al finalizar la persecución contra los religiosos en España, con la ascensión al trono de Fernando VII, Jerónimo de San Félix fue nombrado obispo de Albarracín en 1824. Como obispo, empleó gran parte de sus rentas en reparar la catedral y en construir dos nuevos templos en Calomarde y Miniera. Tuvo como secretario particular al también trinitario José de la Presentación.
En junio de 1827 fue nombrado como obispo de Málaga, pero por razones de salud no aceptó el nombramiento. Murió el 5 de octubre de 1828 por causa de un tumor cancerígeno a los 70 años de edad.